# جن‌گیری امیلی رز
جن‌گیری امیلی رز (به انگلیسی: The Exorcism of Emily Rose) یک فیلم درام حقوقی و ترسناک فراطبیعی آمریکایی به کارگردانی اسکات دریکسون و با بازی لورا لینی، تام ویلکینسون، کمبل اسکات و کلم فیور است که در سال ۲۰۰۵ منتشر شد. این فیلم به‌طور کلی بر اساس داستان آنه‌لیز میشل است و داستان یک فرد خود را آگنوستیک (لینی) را دنبال می‌کند که به عنوان وکیل مدافع یک کشیش محله (ویلکینسون) عمل می‌کند که پس از انجام جن‌گیری توسط دولت متهم به قتل از روی سهل انگاری شده است.

## داستان
ارین برونر، وکیل جاه طلب که به دنبال شریک زندگی ارشد در مؤسسه حقوقی خود است، پرونده پدر ریچارد مور، یک کشیش اهریمنی کاتولیک را به اتهام قتل غیرمترقبه به دنبال یک اقدام به اعدام دانش آموز ۱۹ ساله امیلی رز انجام داد. در حالی که مجمع الجزایر می‌خواهند مور برای کاهش حداقل توجه عمومی این جنایت، گناهکار باشد، در عوض مور گناهکار نمی‌گوید. در طول دادگاه، اظهارات شاهدان از طریق فلاش بک تجسم می‌شود. دادستان ایتان توماس از پزشکان و متخصصان مغز و اعصاب بازجویی می‌کند تا علت پزشکی مرگ امیلی، به ویژه صرع و اسکیزوفرنی را ایجاد کند.. امیلی پس از اینکه در ساعت ۳ صبح به‌طور مداوم دچار هذیان و اسپاسم عضلانی شد، از تحصیلات دانشگاهی خود کنار گذاشته بود. وی به خانه والدین خود بازگشت و با داروهای صرع و روان‌پزشکی معالجه شد. هنگامی که شرایط وی نتوانست بهبود یابد، با مور مشاوره شد و ارزیابی و مشاهدات وی باعث شد او به این نتیجه برسد که امیلی توسط یک دیو در دست است. با رضایت والدین امیلی، مور در معرض اگزالیسم قرار گرفت که در نهایت نتوانست. مور با تعجب گفت که داروهای امیلی مقصر شناخته شده برای اخراج ناموفق است، زیرا فعالیت مغز امیلی را …

## بازیگران
- لورا لینی
- جنیفر کارپنتر
- کمبل اسکات
- تام ویلکینسون
- کلم فیور
- مری بت هرت
- هنری چرنی
- شهره آغداشلو
- جی آر بورن
- جاشوا کلوز
- کنت ولش